# Limba iakută
Limba iakută, cunoscută și ca saha (în iakută, саха тыла/saha tîla) este o limbă care aparține grupului de limbi turcice, din familia limbilor altaice. Are în jur de 363.000 de vorbitori, majoritatea în Republica Saha din Rusia, comunități mai mici existând și în regiunile Amur, Magadan și Sahalin, respectiv în districtele autonome Taimiria și Evenkia.

## Clasificare
Limba iakută face parte din familia limbilor turcice de nord. Această familie este un subgrup al limbilor turcice care aparține familiei de limbi altaice.
Ca și finlandeza, maghiara și turca, iakuta utilizează armonia vocalică, este o limbă aglutinantă și nu are gen gramatical. Este o limbă SOV (subiect-obiect-verb).

## Repartiție geografică
Iakuta este vorbită mai ales în Republica Iakuția. Este folosită de iakuți în regiunea Habarovsk și în câteva alte locuri din Federația Rusă, din Turcia și în alte părți ale lumii. Servește de lingua franca sau de limbă vehiculară cu alte etnii minoritare ale Republicii Iakuția.

## Sistemul de scriere
Limba iakută folosește în scris alfabetul chirilic:  alfabetul modern iakut, stabilit în 1939 de Uniunea Sovietică, constă în caracterele folosite de limba rusă cu cinci caractere adiționale: Ҕҕ, Ҥҥ, Өө, Һһ, Үү.
| А а | Б б | В в   | Г г | Ҕ ҕ | Д д | Дь дь | Е е |
| Ё ё | Ж ж | З з   | И и | Й й | К к | Л л   | М м |
| Н н | Ҥ ҥ | Нь нь | О о | Ө ө | П п | Р р   | С с |
| Һ һ | Т т | У у   | Ү ү | Ф ф | Х х | Ц ц   | Ч ч |
| Ш ш | Щ щ | Ъ ъ   | Ы ы | Ь ь | Э э | Ю ю   | Я я |

## Declarația Universală a Drepturilor Omului

### În limba iakută
Articolul 1.
Дьон барыта бэйэ суолтатыгар уонна быраабыгар тэҥ буолан төрүүллэр. Кинилэр бары өркөн өйдөөх, суобастаах буолан төрүүллэр, уонна бэйэ бэйэлэригэр тылга кииринигэс быһыылара доҕордоһуу тыыннаах буолуохтаах.

### În limba română
Articolul 1.
Toate ființele umane se nasc libere și egale în demnitate și în drepturi. Ele sunt înzestrate cu rațiune și conștiință și trebuie să se comporte unele față de altele în spiritul fraternității.

## Gramatică

### Morfologie

#### Substantivul
Pluralul se formează cu ajutorul sufixului -LAr: таба (taba) „ren” – табалар (tabalar) „reni”, кус (kus) „rață” – кустар (kustar) „rațe”, орон (oron) „pat” – ороннор (oronnor) „paturi”.

#### Numeralul
Numeralele cardinale de bază sunt prezentate în tabelul de mai jos. Pentru comparație, sunt date și numeralele corespunzătoare din limba turcă.
| turcă | iakută   | iakută (transcriere) | română   |
| ----- | -------- | -------------------- | -------- |
| bir   | биир     | biir                 | unu      |
| iki   | икки     | ikki                 | doi      |
| üç    | үс       | üs                   | trei     |
| dört  | түөрт    | tüört                | patru    |
| beș   | биэс     | bies                 | cinci    |
| altı  | алта     | alta                 | șase     |
| yedi  | сэттэ    | sette                | șapte    |
| sekiz | аҕыс     | ağıs                 | opt      |
| dokuz | тоҕус    | toğus                | nouă     |
| on    | уон      | uon                  | zece     |
| yirmi | сүүрбэ   | süürbe               | douăzeci |
| otuz  | отут     | otut                 | treizeci |
| yüz   | сүүс     | süüs                 | o sută   |
| bin   | тыһыынча | tıhıınça             | o mie    |

Numeralele de la 11 la 19 se formează din уон (uon) „zece” și un numeral de la 1 la 9: уон биир (uon biir) „unsprezece”, уон икки (uon ikki) „doisprezece” ș.a.m.d. Multiplii lui 10 de la 40 la 90 se formează dintr-un numeral de la 4 la 9 și уон (uon), de exemplu түөрт уон (tüört uon) „patruzeci”, сэттэ уон (sette uon) „șaptezeci”.
Numeralele ordinale se formează cu ajutorul sufixului -(I)s: иккис (ikkis) „al doilea”, бэһис (behis) „al cincelea”, алтыс (altıs) „al șaselea”, ахсыс (axsıs) „al optulea”.